# Lewiston Maineiacs
Lewiston Maineiacs byl americký juniorský klub ledního hokeje, který sídlil v Lewistonu ve státě Maine. V letech 2003–2011 působil v juniorské soutěži Quebec Major Junior Hockey League (QMJHL). Většinu své historie hrával ve středu ligové tabulky. Teprve ročník 2006/07 se pro klub zapsal zlatým písmem, a to po vítězství v QMJHL. V dalších letech klub finančně strádal, což zapříčinilo jeho přesun a vytvoření týmu Sherbrooke Phoenix. Klubové barvy byly černá, modrá a oranžová.
Své domácí zápasy odehrával v hale Androscoggin Bank Colisée s kapacitou 4 000 diváků.

## Úspěchy
- Vítěz QMJHL ( 1× )
  - 2006/07[1]

## Přehled ligové účasti
Zdroj: 
- 2003–2008: Quebec Major Junior Hockey League (Východní divize)
- 2008–2010: Quebec Major Junior Hockey League (Centrální divize)
- 2010–2011: Quebec Major Junior Hockey League (Východní divize)